# Cikaduwetan
Cikaduwetan is een bestuurslaag in het regentschap Kuningan van de provincie West-Java, Indonesië. Cikaduwetan telt 3995 inwoners (volkstelling 2010).